# عیسی ناصری (مجموعه تلویزیونی)
عیسی ناصری (ایتالیایی: Gesù di Nazareth) نام یک مینی سریال محصول کشورهای ایتالیا و بریتانیا و به کارگردانی فرانکو زفیرلی است. این اثر که فیلمنامه اش را آنتونی برجس و سوزو چکی دامیکو به همراه فرانکو زفیرلی نوشتند، داستان تولد، زندگی، رسالت، تصلیب و رستاخیز عیسی مسیح را روایت می‌کند.

## بازیگران
"اصلی"
- رابرت پاول در نقش عیسی

"بازیگران مهمان"
- آن بنکرافت در نقش مریم مجدلیه

رابرت پاول در نقش عیس ناصری

- ارنست بورگناین در نقش the Roman Centurion
- کلودیا کاردیناله در نقش the Adulteress
- والنتینا کورتس در نقش Herodias
- جیمز فارنتینو در نقش Peter
- جیمز ارل جونز در نقش Balthazar
- استیسی کیچ در نقش Barabbas
- تونی لو بیانکو در نقش کوئنتیلیوس
- جیمز میسون در نقش یوسف‌ رامه‌ای
- ایان مک‌شین در نقش  Juda Iscariot
- لارنس الیویه در نقش Nicodemus
- دونالد پلیسنس در نقش Melchior
- کریستوفر پلامر در نقش هیرودیس آنتیپاس
- آنتونی کوئین در نقش قیافا
- فرناندو ری در نقش Gaspar
- رالف ریچاردسون در نقش Simeon
- راد استایگر در نقش پونتیوس پیلاطس
- پیتر اوستینوف در نقش هیرود بزرگ
- Michael York در نقش یحیی
- الیویا هاسی در نقش مریم
- سیریل کوساک در نقش یهودا
- ایان هولم در نقش زرا
- یورگو وویجیس در نقش Joseph
- ایان بانن در نقش اموس
- مارینا برتی در نقش Elizabeth
- رجینا بیانکی در نقش حنا (مادر مریم)
- ماریا کارتا در نقش Martha
- Lee Montague در نقش هبوکوک
- رناتو راسل در نقش مرد کور
- اولیور توبیاس در نقش یوئل
- پینو کولیتسی
- رناتو مونتالبانو
- تونی ووگل